# ステアリン酸鉛
ステアリン酸鉛（ステアリンさんなまり、英語: lead stearate）とは、2価の鉛と2分子のステアリン酸のカルボキシ基とが、塩を形成した化合物である。なお、オクタデカン酸鉛（オクタデカンさんなまり、英語: lead octadecanoate）などとも呼ぶ。

## 構造と物理化学的性質
しばしば鉛はカルボン酸と塩を形成する事で知られており、例えば、健康被害を引き起こした酢酸鉛が有名である。それと同様に、鉛はステアリン酸とも塩を形成する。それがステアリン酸鉛である。その化学構造からステアリン酸鉛は、金属石鹸と呼ばれる物質のグループにも分類される。もちろん、ステアリン酸鉛もまた有毒である。ステアリン酸鉛は、常温常圧で白色の固体として存在する。その常圧における融点は115.7 ℃で、沸点は359.4 ℃である。常温常圧におけるステアリン酸鉛の密度は約1.4 (g/cm3)であるため、水に沈む。そして、水に少し溶解する。一方で、加熱したエタノールには可溶である。なお、空気中で吸湿する性質を有する。

## 合成法
ステアリン酸鉛は、酢酸を触媒として、ステアリン酸と酸化鉛を反応させる方法で得られる。
2C
17H
35COOH + PbO  →  (C
17H
35COO)
2Pb + H
2O
他に、例えば酢酸鉛とステアリン酸ナトリウムを反応させても得られる。
Pb(CH
3COO)
2 + 2NaC
18H
35O
2  →  Pb(C
18H
35O
2)
2↓ + 2CH
3COONa

## 利用
ステアリン酸鉛は石油関連工場において、その吸湿性を利用して乾燥剤として使用する場合が有る他に、石油製品の腐食抑制剤としても用いられる場合が有る。また、ポリ塩化ビニル製品の製造時に加熱された際などのための安定剤や、加工時の滑剤として、ステアリン酸鉛を用いる事で、製品を製造し易くするために添加される場合が有る。

## 危険性と健康被害
ステアリン酸鉛は有毒である。例えば日本では、塩化ビニルの安定剤としてステアリン酸鉛を使用していた塩化ビニル製品の製造工場の労働者が、ステアリン酸鉛の細粉を吸入した事などにより、ステアリン酸鉛に曝露されたため、鉛中毒を発症した事例が、1963年3月に報道された。